# رینگلبن (زومردا)
رینگلبن (به آلمانی: Ringleben) یک شهر در آلمان است که در زومردا واقع شده‌است. رینگلبن ۵۶۸ نفر جمعیت دارد.